# Guettarda combsii
Guettarda combsii är en måreväxtart som beskrevs av Ignatz Urban. Guettarda combsii ingår i släktet Guettarda och familjen måreväxter.

## Underarter
Arten delas in i följande underarter:
- G. c. combsii
- G. c. seleriana